# 滋賀県道14号近江八幡竜王線
滋賀県道14号近江八幡竜王線（しがけんどう14ごう おうみはちまんりゅうおうせん）は、滋賀県近江八幡市から蒲生郡竜王町に至る県道（主要地方道）である。

## 概要
滋賀県近江八幡市六枚橋交点から南へと延び、蒲生郡竜王町東出交点に至る6.6 kmの路線である。

### 路線データ
- 起点：近江八幡市六枚橋
- 終点：蒲生郡竜王町東出

## 歴史
※ 元々、現在の県道14号は戦後の道路法施行に伴う第1次主要地方道指定路線の1つとして主要地方道八幡水口線（後の近江八幡水口線）として指定された区間で、1971年（昭和46年）の第3次主要地方道指定に伴いその翌年から主要地方道近江八幡土山線となっていた。1992年以前についてはこちらを参照。
- 1992年（平成4年）4月3日 - 主要県道近江八幡土山線のうち蒲生郡竜王町～甲賀郡（当時）土山町間が一般国道477号（三重県四日市市～大阪府池田市）に指定（1993年4月1日施行）。
- 1993年（平成5年）5月11日 - 建設省（現・国土交通省）から、主要県道近江八幡土山線が近江八幡竜王線として主要地方道に指定される[1]。
- 1994年（平成6年）4月1日 - 滋賀県が主要県道14号近江八幡土山線を廃止し、主要県道14号近江八幡竜王線を認定。

## 地理

### 通過する自治体
- 近江八幡市
- 蒲生郡竜王町

### 交差する道路

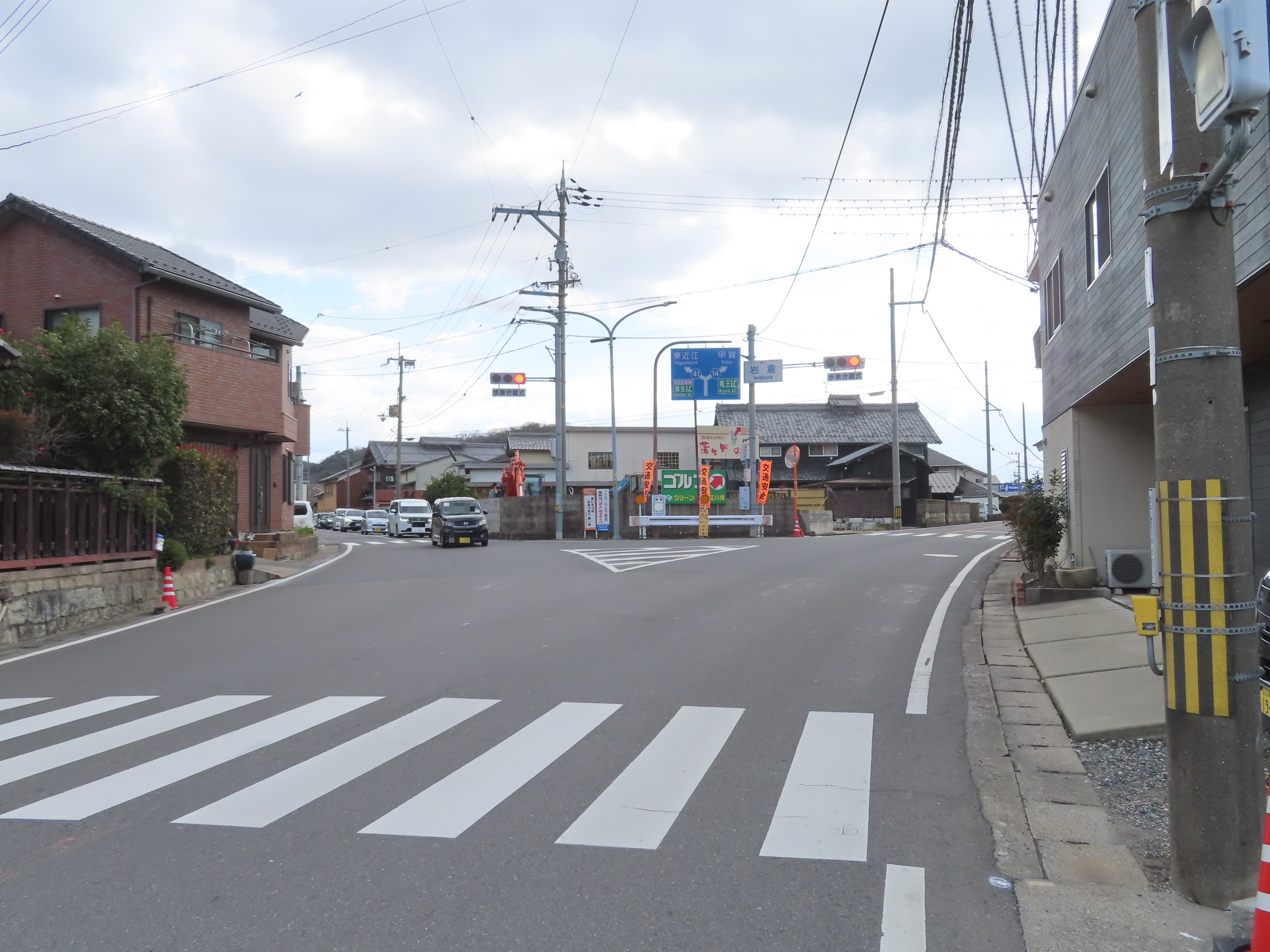
滋賀県道41号土山蒲生近江八幡線と分岐する近江八幡市岩倉交差点（2025年1月）

- 国道8号 中山道（近江八幡市上田町・六牧橋交差点、起点）
- 滋賀県道41号土山蒲生近江八幡線（近江八幡市馬淵町・岩倉交差点）
- 雪野山ふるさと街道（雪野山口）
- 滋賀県道166号小口川守線（蒲生郡竜王町川守・川守交差点）
- 滋賀県道176号桜川西竜王線（蒲生郡竜王町岩井）
- 滋賀県道13号彦根八日市甲西線（蒲生郡竜王町山之上・東出交差点、終点）

### 沿線にある施設など
- NTT西日本 滋賀支店六枚橋別館
- 住蓮坊古墳
- 象印マホービン 滋賀工場
- 日本ダンボール
- 竜王村田 竜王工場
- 竜王川守郵便局
- NTT西日本 滋賀支店竜王別館